# Seyla Benhabib
Seyla Benhabib (* 9. September 1950 in Istanbul) ist eine emeritierte US-amerikanische Professorin für Politische Theorie und Politische Philosophie an der Yale University. Ihre Themengebiete sind die sozialpolitische Ideengeschichte des 19. und 20. Jahrhunderts, die feministische Theorie und die Kritische Theorie. Nach der Emeritierung ist sie weiter als Senior Research Scholar an der Columbia Law School aktiv.

## Leben und Werk
Seyla Benhabib wurde in eine sephardisch-türkische Familie, die seit etwa 1492 in Istanbul lebte, geboren. Sie studierte Philosophie am Istanbuler American College for Girls (B.A. 1970), dann an der Brandeis University (B.A. 1972) und in Yale, wo sie 1977 über die hegelsche Rechtsphilosophie promovierte. Zwischenzeitlich war sie zwei Jahre lang als Alexander von Humboldt-Stipendiatin am Max-Planck-Institut zur Erforschung der Lebensbedingungen der wissenschaftlich-technischen Welt am Starnberger See unter dem Direktorat des Philosophen Carl Friedrich von Weizsäcker.
Nach Assistenzprofessuren in Yale (1977 bis 1979), an der Boston University (1981 bis 1985) hatte sie Associate-Professuren für Politische Theorie in Harvard (1987–1989) und für Philosophie und Frauenstudien an der State University of New York (Stony Brook) (1989–1991) inne. 1991 wurde sie Professorin für Politische Wissenschaften und Philosophie an der New School for Social Research und von 1993 bis 2000 für Politische Theorie am Department of Government an der Harvard University. 2001 wurde sie auf die Eugene-Meyer-Professur für Politikwissenschaft und Philosophie an die Yale University berufen. Im Jahr 2009 war sie Fellow am Wissenschaftskolleg zu Berlin. Sie erhielt die Ehrendoktorwürde von den Universitäten Utrecht (2004), Valencia (2010), der Bogazici University in Istanbul (2012), der Georgetown University (2013) und der Universität Genf (2017). Sie übernahm Gastprofessuren wie die Gauss Lectures in Princeton (1998), den Spinoza-Lehrstuhl in Amsterdam (2001), die John Seeley Memorial Lectures in Cambridge (2002), die Tanner Lectures in Berkeley (2004) und die IWM Lectures in Human Sciences an der Universität Wien (2023).
In ihrem Werk setzte Benhabib sich ausgiebig mit der Diskursethik Jürgen Habermas’ auseinander und entwickelte diese unter Einbeziehung feministischer Kritik weiter. In ihrem Frühwerk widmete sie sich einer hegelianischen Kritik Habermas’ und befasste sich mit Formen und Bedingungen des Universalismus. Mit ihrer Analyse Hannah Arendt – Die melancholische Denkerin der Moderne legte sie eine Neubewertung des Werks und Lebens der Politiktheoretikerin Hannah Arendt vor. Sie befasste sich zunehmend mit Migration und Bürgerschaft, so in dem 2009 mit Judith Resnik herausgegebenen Band Migration and Mobilities, dem Buch Die Rechte der Anderen sowie in zahlreichen Aufsätzen.
Seit Mai 2011 ist sie Mitherausgeberin der politisch-wissenschaftlichen Monatszeitschrift Blätter für deutsche und internationale Politik.
Von 2009 bis 2015 organisierte sie die Istanbul Seminars in Istanbul, die Intellektuelle unter anderem aus Ägypten, Tunesien, dem Iran, Israel und Palästina zusammenbrachten.

## Auszeichnungen
- 1995: Aufnahme in die American Academy of Arts and Sciences
- 2009: Ernst-Bloch-Preis
- 2010–2011: Guggenheim Grant
- 2012: Dr.-Leopold-Lucas-Preis
- 2014: Meister-Eckhart-Preis
- 2018: Aufnahme als korrespondierendes Mitglied in die British Academy
- 2023: Albert Hirschmann Fellowship am Institut für die Wissenschaften vom Menschen (IWM), Wien
- 2024: Mitglied der American Philosophical Society
- 2024: Theodor-W.-Adorno-Preis

## Schriften
- Natural Right and Hegel: an Essay in Modern Political Philosophy, 1977, OCLC 31211997 (Philosophische Dissertation Yale University 1977, 310 Seiten).
- Critique, Norm and Utopia: A Study of the Foundations of Critical Theory. 1986
- Kulturelle Vielfalt und demokratische Gleichheit. Politische Partizipation im Zeitalter der Globalisierung (Horkheimer Vorlesungen), Frankfurt a. M. 2000 [Rezensionen: Gerd Roellecke in FAZ, 2. Juni 1999; Odila Triebel in: Die Zeit, 16. September 1999]
- The Reluctant Modernism of Hannah Arendt, 1996
  - Deutsch: Hannah Arendt, Die melancholische Denkerin der Moderne, Suhrkamp, Frankfurt am Main 1998, ISBN 3-88022-704-7; erweiterte Neuausgabe 2006.
- Feminist Contentions: A Philosophical Exchange. (zusammen mit Judith Butler, Nancy Fraser und Drucilla Cornell), 1996
  - deutsch: Der Streit um Differenz : Feminismus und Postmoderne in der Gegenwart, Frankfurt am M. 1994.
- Situating the Self. Gender, Community and Postmodernism in Contemporary Ethics. 1992
  - deutsch: Selbst im Kontext, Frankfurt a. M. 1995.
- The Rights of Others. Aliens, Residents, and Citizens, Cambridge University Press, 2004
  - deutsch: Die Rechte der Anderen, Suhrkamp, 2008, ISBN 978-3-518-41998-4
- Another Cosmopolitanism, New York: Oxford University Press, 2007
  - deutsch: Kosmopolitismus und Demokratie. Eine Debatte., Campus Verlag, Juni 2008, ISBN 3-593-38640-2, Rezension
- Politics in Dark Times: Encounters with Hannah Arendt, Cambridge University Press, 2010, ISBN 0-521-12722-X
- Dignity in Adversity: Human Rights in Troubled Times, (2011)
  - deutsch[10]: Kosmopolitismus ohne Illusionen: Menschenrechte in unruhigen Zeiten, Suhrkamp, 2016.
- Exile, Statelessness, and Migration: Playing Chess with History from Hannah Arendt to Isaiah Berlin, Princeton University Press, 2018.
- Kosmopolitismus im Wandel. Zwischen Demos, Kosmos und Globus, aus dem Englischen übersetzt von Andreas Wirthensohn, Mandelbaum, Wien/Berlin 2024, ISBN 978-3-99136-053-7.
- At the Margins of the Modern State: Critical Theory and Law, Polity, 2025, ISBN 978-1509563579.

Essays
- Traumatische Anfänge, Mythen und Experimente in der Neue Zürcher Zeitung vom 26. November 2005
- Philosophie. Denn sie war ein freier Mensch. Hannah Arendt, die Philosophin des 20. Jahrhunderts. Die Zeit online, 15. Oktober 2006
- Kein Rückschritt, sondern Fortschritt. Frankfurter Rundschau, 2. Oktober 2008
- Unterwegs zu einer kosmopolitischen Demokratie?, NZZ vom 13. Juni 2009
- Zukunft im Nahen Osten. Israels Ausweglosigkeit. Frankfurter Rundschau vom 24. Juli 2010
- An Open Letter To My Friends Who Signed “Philosophy for Palestine”, Medium, 4. November 2023

Interviews
- Der Gast ist immer Mitbürger, der Freitag, 25. August 2009
- „Mit vernünftigen Mitteln“, der Freitag, 14. März 2017